# La Bastide-des-Jourdans
La Bastide-des-Jourdans – miejscowość i gmina we Francji, w regionie Prowansja-Alpy-Lazurowe Wybrzeże, w departamencie Vaucluse.
Według danych na rok 1999 gminę zamieszkiwały 964 osoby, a gęstość zaludnienia wynosiła 34 osób/km² (wśród 963 gmin regionu Prowansja-Alpy-W. Lazurowe La Bastide-des-Jourdans plasuje się na 410. miejscu pod względem liczby ludności, natomiast pod względem powierzchni na miejscu 361.).